# Do What U Want
Singles de Lady Gaga
Applause
(2013) G.U.Y.
(2014)
Singles par R. Kelly
My Story
(2013) PYD
(2013)
Do What U Want est une chanson de l'auteure-compositrice-interprète américaine Lady Gaga, écrite par Paul « DJ White Shadow » Blair, R. Kelly, Martin Bresso, William Grigahcine et la chanteuse elle-même. Le morceau a été enregistré par Lady Gaga pour son quatrième album studio, Artpop et apparaît en tant que septième piste sur l'opus, contient aussi des parties vocales de l'artiste américain R. Kelly. Un extrait de Do What U Want avait originellement été mis en avant dans une publicité pour Best Buy/Beats le 17 octobre 2013. La piste a été rendue disponible sur l'iTunes Store, avant la sortie complète d'ARTPOP, et a été publiée en tant que deuxième single issu de l'album sur Amazon.com peu après.
Musicalement, le titre est une chanson R&B et synthpop contenant des synthés lancinantes rappelant la musique des années 1980 et un rythme électronique. Après la parution de la chanson, cette dernière a été accueillie positivement d'une façon générale avec des critiques faisant l'éloge de la simplicité du morceau, comparant souvent la voix de Lady Gaga à celles de Tina Turner et Christina Aguilera. Cette chanson est sortie après une promotion sur Twitter, dans laquelle Lady Gaga tweete toutes les critiques qui lui ont été adressées au cours de sa carrière.
À la suite des accusations d'agressions sexuelles contre R. Kelly, Lady Gaga dit regretter avoir collaboré avec lui. La chanteuse prend la décision de retirer la chanson de toutes les plateformes de téléchargement et streaming et réédite l'album sans la chanson. Elle n'est ainsi plus disponible depuis le 11 janvier 2019. Une version, non-publiée sur l'album ARTPOP et en duo avec Christina Aguilera est reste néanmoins accessible à l'écoute.

## Enregistrement et production
Do What U Want a été coécrite par Lady Gaga, Blair, le chanteur R&B R. Kelly, Martin Bresso et William « DJ Snake » Grigahcine. Elle a été produite par Blair et Lady Gaga et contient des parties vocales enregistrées par R. Kelly. Décrite comme « un son R&B de l'air spatial très George Jetson », Blair a rappelé que deux ans auparavant, en 2011, son ami Martin Bresso lui a joué un rythme particulier de son propre projet de remix, pour lequel Blair a eu un coup de cœur et l'a présenté à Lady Gaga. La chanteuse a également apprécié la musique et a commencé à écrire les paroles alors qu'elle était en tournée à travers l'Europe. Par la suite, la chanson a été abandonnée pendant un certain temps jusqu'à ce que, un mois avant sa sortie, Lady Gaga et Blair aient commencé à discuter de nouveau à son sujet. Blair a estimé que R. Kelly serait approprié en tant que chanteur invité sur Do What U Want. Gaga et R. Kelly ont discuté de la chanson et ont décidé de l'enregistrer.

## Clip vidéo

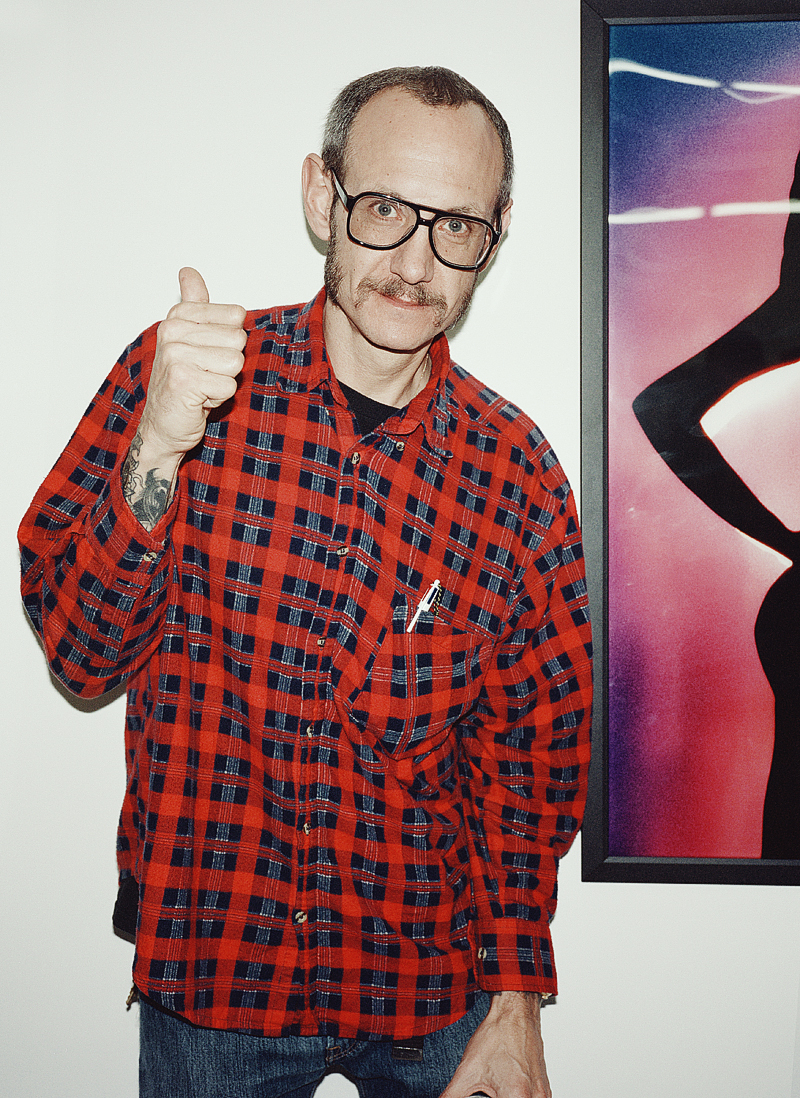
Terry Richardson, photographe, producteur du clip et réalisateur de la video.

Gaga a confirmé que le photographe Richardson était le producteur du clip pendant sa "ArtRave party". Il a déjà filmé les deux extraits vidéos "Cake Like Lady Gaga" , et les clips de Miley Cyrus "Wrecking Ball" et "XO" de Beyoncé. Après la performance provocante de Gaga au Saturday Night Live, beaucoup de journalistes ont questionné la chanteuse sur sa relation avec R. Kelly, ce à quoi elle a répondu "beaucoup de journalistes m'ont interpellée aujourd'hui à propos de ma performance "CHOQUANTE" avec R Kelly sur le SNL Je commence à penser que vous n'êtes pas prêts pour la vidéo".
Le 4 décembre 2013, Gaga a tweeté qu'elle voulait que la vidéo soit parfaite parce qu'elle n'était pas comme les autres, en ajoutant que c'était "très personnel". Deux jours après, Richardson a posté une photo en noir et blanc du plateau de tournage de la vidéo, qui montrait Gaga tenue par Kelly, avec ses jambes autour de sa taille. Elle ne portait qu'un bikini noir et R. Kelly faisait un doigt d'honneur à la caméra dans un pantalon en cuir.
Mais la vidéo n'est pas sortie en décembre et la chanteuse a annoncé sur son site que la vidéo était encore repoussée parce qu'elle n'avait pas eu le temps qu'elle voulait pour faire ce qu'elle voulait.
Le clip n'est toujours pas sorti à ce jour. Le site américain TMZ a publié quelques images sexuellement très explicite de celui-ci. Une des scènes comprend Kelly jouant un médecin qui examine une Gaga entièrement nue car elle est inquiétée par sa hanche (référence à sa hanche gravement blessée pendant le Born This Way Ball), qui gémit quand le médecin la touche. Dans une autre, on voit Richardson prendre des photos de Gaga qui s'enlace avec du papier journal. D'après TMZ, la vidéo a été totalement annulée par peur des réactions sur le passé de R. Kelly (pédopornographie) et de Richardson (agressions sexuelles sur de nombreuses femmes mannequins).

## Performance commerciale
Lady Gaga a annoncé sur Facebook le 22 octobre 2013 qu'elle était tellement heureuse vis-à-vis du succès retentissant de la piste qu'elle passerait le cap du statut de single promotionnel à single officiel[pertinence contestée]

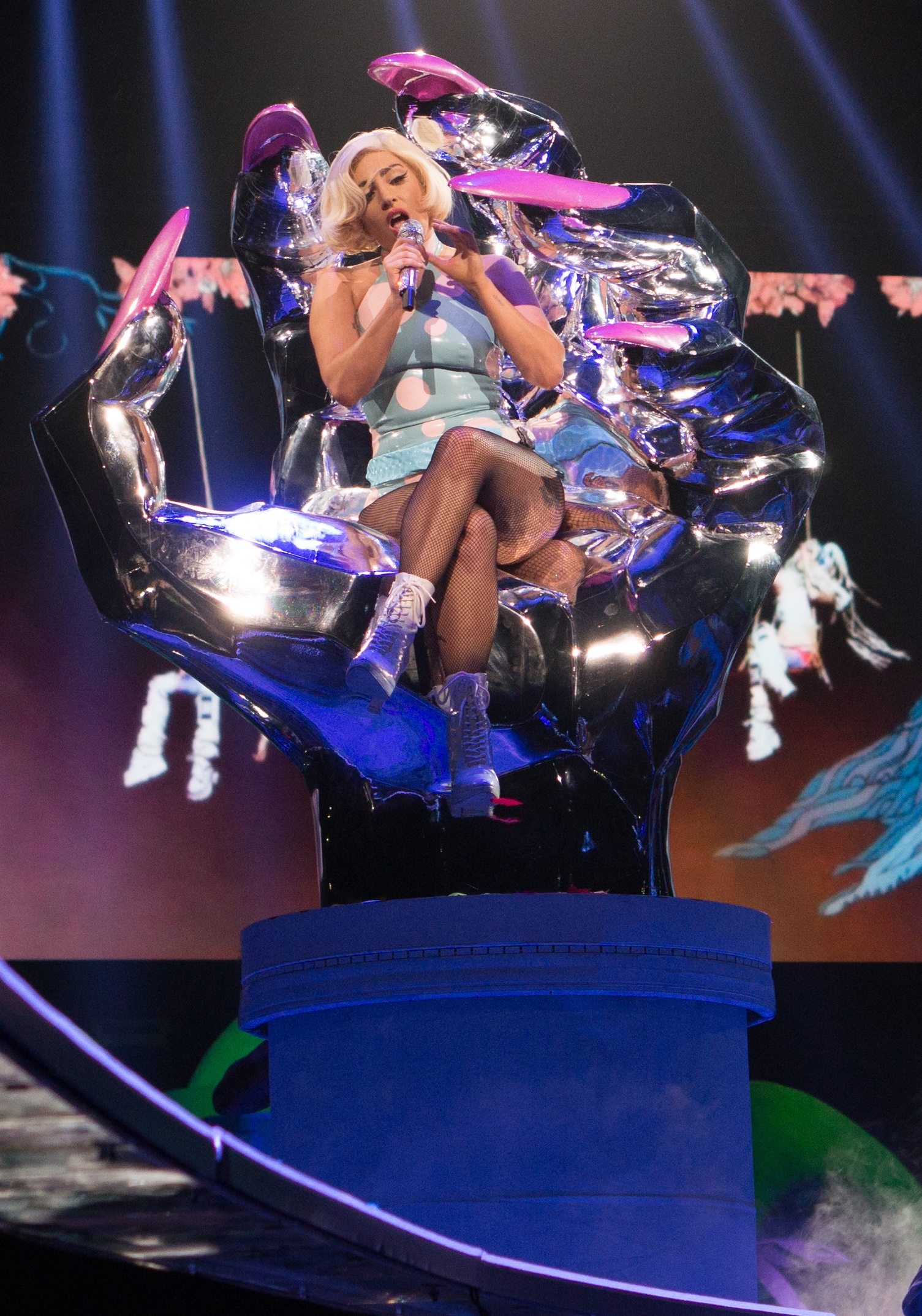
Lady Gaga en train d'interpréter Do What U Want sur scène lors de sa tournée ArtRave en 2014.

Après la sortie du morceau, Do What U Want a atteint la première place de la liste des meilleures ventes de chansons en temps réel sur iTunes en l'espace de cinq heures, repoussant les nouvelles chansons des artistes pop Justin Bieber et Taylor Swift. Un audio officiel qui a été rendu public sur le compte Vevo de la chanteuse a accumulé trois fois autant de vues que le titre de Justin Bieber à quelques heures de sa sortie[pertinence contestée],. Une réussite similaire a été réalisée au Royaume-Uni également, dans le cas où la chanson a atteint le sommet du classement quelques heures après sa parution, prenant la place de Royals par Lorde. Depuis sa parution, la meilleure position du single au Billboard hot 100 est la treizième. En France il rentre à la huitième position du classement pour environ 5 000 ventes[réf. souhaitée].
Début février le single cumule 138 000 ventes

## Performance sur scène
Elle interpréta ce titre lors de la 41e cérémonie des American Music Awards avec R.Kelly. Elle fut jugée par les critiques comme l'une des meilleures de la soirée. De plus, lors de la finale du show de The Voice aux États-Unis le 17 décembre 2013, Gaga reprend en duo Do What U Want avec Christina Aguilera. Une version studio de ce titre a été commercialisée le 1er janvier 2014.

## Classement et certifications
| Classement (2013)                       | Meilleure position |
| --------------------------------------- | ------------------ |
| Allemagne (Media Control AG)            | 14                 |
| Australie (ARIA)                        | 21                 |
| Autriche (Ö3 Austria Top 40)            | 10                 |
| Belgique (Flandre Ultratop 50 Singles)  | 15                 |
| Belgique (Wallonie Ultratop 50 Singles) | 11                 |
| Canada (Hot 100)                        | 3                  |
| Corée du Sud (Gaon International)       | 2                  |
| Danemark (Tracklisten)                  | 5                  |
| Espagne (Promusicae)                    | 2                  |
| États-Unis (Hot 100)                    | 13                 |
| États-Unis (Dance Club Songs)           | 7                  |
| Finlande (Suomen virallinen lista)      | 2                  |
| France (SNEP)                           | 8                  |
| Grèce (Digital songs Billboard)         | 1                  |
| Irlande (IRMA)                          | 9                  |
| Italie (FIMI)                           | 3                  |
| Japon (Hot 100)                         | 26                 |
| Norvège (VG-lista)                      | 12                 |
| Nouvelle-Zélande (RMNZ)                 | 7                  |
| Pays-Bas (Single Top 100)               | 27                 |
| Royaume-Uni (UK Singles Chart)          | 9                  |
| Suède (Sverigetopplistan)               | 17                 |
| Suisse (Schweizer Hitparade)            | 14                 |

| Pays                  | Certification | Ventes certifiées |
| --------------------- | ------------- | ----------------- |
| Canada (Music Canada) | Or            | 40 000            |
| Danemark (IFPI)       | Platine       | 30 000            |
| Italie (FIMI)         | Platine       | 30 000            |
| Mexique (AMPROFON)    | Platine       | 60 000            |
| Venezuela (APFV)      | Or            | 5 000             |
| Royaume-Uni (BPI)     | Or            | 450 000           |
| États-Unis (RIAA)     | Platine       | 1 250 000         |

## Historique de sortie
| Pays        | Date             | Format                                    | Label                  |
| ----------- | ---------------- | ----------------------------------------- | ---------------------- |
| États-Unis  | 21 octobre 2013  | Téléchargement numérique                  | Streamline, Interscope |
| Allemagne   | 22 octobre 2013  | Téléchargement numérique                  | Universal Music        |
| Royaume-Uni | 22 octobre 2013  | Téléchargement numérique                  | Polydor                |
| Australie   | 23 octobre 2013  | Airplay                                   | Universal Music        |
| Italie      | 25 octobre 2013  | Airplay                                   | Universal Music        |
| Royaume-Uni | 30 octobre 2013  | Airplay                                   | Polydor                |
| États-Unis  | 5 novembre 2013  | Airplay rythmique                         | Streamline, Interscope |
| États-Unis  | 5 novembre 2013  | Airplay                                   | Streamline, Interscope |
| États-Unis  | 20 décembre 2013 | Numérique – DJWS remix                    | Streamline, Interscope |
| États-Unis  | 1er janvier 2014 | Numérique – remix avec Christina Aguilera | Streamline, Interscope |
| États-Unis  | 25 février 2014  | Numérique – Maxi de remixes               | Streamline, Interscope |